# Groovin' at Smalls' Paradise, Volume 1
| Recensione | Giudizio |
| ---------- | -------- |
| AllMusic   | [ 2 ]    |

Groovin' at Smalls' Paradise, Volume 1 è un album discografico Live dell'organista jazz statunitense Jimmy Smith, pubblicato dalla casa discografica Blue Note Records nel maggio del 1958.

## Tracce

### LP
Lato A
1. After Hours – 10:57 (Avery Parrish)
2. My Funny Valentine – 10:59 (Lorenz Hart, Richard Rodgers)

Lato B
1. Slightly Monkish – 6:54 (Jimmy Smith)
2. Laura – 10:21 (David Raksin)

## Musicisti
- Jimmy Smith - organo
- Eddie McFadden - chitarra
- Donald Bailey - batteria

Note aggiuntive
- Alfred Lion - produttore
- Rudy Van Gelder - ingegnere delle registrazioni
- Francis Wolff - foto copertina album originale
- Leonard Feather - note retrocopertina album originale [3]